# Frostviken

Gemeindewappen

Frostviken war eine Gemeinde in Jämtlands län in Schweden.
Die 1863 gegründete Gemeinde bestand bis Ende des Jahres 1973. Die ehemaligen Ortsteile der Gemeinde sind heute Bestandteil der Gemeinde Strömsund. Der Hauptort der Gemeinde war Gäddede. Das Kirchspiel, die frostvikens socken, hat ihren Sitz in der Kirche in Gäddede.